# بني خلاد (تونس)
بني خلاّد إحدى مدن الجمهورية التونسية، تقع في ولاية نابل. وتبعد عن العاصمة بحوالي 42 كلم، تعتبر بني خلاّد من أهم الأقطاب الفلاحية بالجهة لتميّزها بإنتاج القوارص إذ تساهم بقرابة 45٪ من جملة الصادرات الوطنية وتساهم بنسب مرتفعة في العديد من الزراعات الاستراتيجية كالكروم والبطاطا والتوابل إضافة إلى تربية الماشية وإنتاج الحليب وتربية النحل وتبلغ مساحة المنطقة البلدية حوالي 600 هكتار .

## تاريخ المدينة
يعود أصل مدينة بني خلاّد إلى العهد البربري إذ كانت تحمل آنذاك اسم «شول» ثم تأثرت بعد ذلك بالحضارة البونية إثر قيام قرطاج وقد وقع العثور على نقائش تدل على تاريخ النظام البلدي لهذه المدينة في العهد الفينيقي ثم في العهد الروماني تحصلت المدينة على النظام البلدي اللاتيني الذي شمل بخصوص مجلسا بلديا وخُططا تشريفية يشغلها الوجهاءُ وتعتني بشؤون المدينة.

## بلدية بني خلاّد
أُنشئت بقرار رقم 213 من سنة 1958 م يوم 12 سبتمبر/أيلول 1958 يحدها شمالا مدينة منزل بوزلفة, وقرية سيدي علية شرقا، مدينة زاوية الجديدي غربا، وجنوبا قرية سيدي التومي.
سُميت أوّل نيابة خصوصيّة شهر فيفري سنة 1959 برئاسة السيد مبروك عبد الصمد (معتمد سليمان) و أربع أعضاء:
- الحاج بلغيث شاشيّة
- الحاج حسين بوجبل
- الحاج علي الشوك
- محمد الدبابي.

أول مجلس بلدي في ماي 1960
- الحاج بلغيث شاشيّة : رئيس البلديّة
- الحاج حسين بوجبل : مساعد أول
- الحاج علي الشوك : مساعد ثاني
- أحمد الأمين الحمّامي :عضو
- محمد صالح الجديدي بن عمارة :عضو
- حسين المختار :عضو

## مؤسسات المدينة
تنتظم بمدينة بني خلاّد عدة تظاهرات ثقافية من أهمها مهرجان الربيع. وتوجد بها 03 مدارس ابتدائية ومدرسة إعدادية ومعهد ثانوي ومعهد حر . ومن المؤسسات الأخرى الثقافية والشبابية: مكتبة عمومية ودار شباب وناد للأطفال وعدة رياض أطفال و 03 مساجد و دار قرآن عصرية و مركز للتربية المختصّة.
بالنسبة للمُؤسسات الاقتصاديّة:تضم تعاضديّة خدمات فلاحيّة، عديد محطات لف البرتقال و التمور و زيت الزيتون المعدّة للتصدير.
كما يوجود بمدينة بني خلاّد 06 فروع لأهم البنوك التجاريّة بتونس.

## أعلام
- عماد الحمامي

### مواضيع ذات علاقة
- ولاية نابل.